# Metni Vrh
Metni Vrh este o localitate din comuna Sevnica, Slovenia, cu o populație de 165 de locuitori.